# Éguzon-Chantôme
Éguzon-Chantôme je naselje in občina v osrednjem francoskem departmaju Indre regije Center. Leta 2009 je naselje imelo 1.362 prebivalcev.

## Geografija
Kraj leži v osrednji francoski pokrajini Berry ob sami meji z Limousinom, 52 km južno od Châteaurouxa. Na ozemlju občine je z leta 1926 zgrajeno hidoelektrarno na reki Creuse nastalo umetno jezero Lac de Chambon.

## Uprava
Éguzon-Chantôme je sedež istoimenskega kantona, v katerega so poleg njegove vključene še občine Badecon-le-Pin, Baraize, Bazaiges, Ceaulmont, Cuzion, Gargilesse-Dampierre in Pommiers s 4.424 prebivalci.
Kanton Éguzon-Chantôme je sestavni del okrožja La Châtre.

## Zanimivosti
Kraj je vmesna postaja romarske poti v Santiago de Compostelo, Via Lemovicensis.
- Château d'Éguzon,
- cerkev sv. Štefana,
- kapela Notre-Dame-de-Lumière, Chambon.